# I Love... Marco Ferreri
I Love... Marco Ferreri è un film documentario del 2017 ideato, scritto, diretto e realizzato da Pierfrancesco Campanella, in occasione del ventennale della scomparsa del regista milanese Marco Ferreri.

## Trama
Attraverso l’analisi di alcune delle sue opere maggiormente significative, interviste ad esperti e studiosi della settima arte, testimonianze di chi lo ha conosciuto e immagini di repertorio, un bizzarro investigatore arriva a individuare il colpevole che ha, in un certo qual modo, cancellato dalla memoria collettiva il ricordo del regista Marco Ferreri: la società dei consumi che quest'ultimo ha sempre stigmatizzato.
Il documentario vuole essere una indagine, tra reale e surreale, sui mutamenti sociali degli ultimi anni, attraverso l’occhio di un artista fuori dal coro.

## Produzione
Nell'opera sono presenti spezzoni tratti da alcuni dei film del regista: Ciao maschio, El cochecito - La vetturetta, Il seme dell'uomo, Chiedo asilo, Storie di ordinaria follia, I Love You, Nitrato d'argento. Si avvale inoltre dei contribuiti di Michele Placido, Piera Degli Esposti, il critico Orio Caldiron, Franco Mariotti, Fabio Melelli (docente universitario), Mario D’Imperio (esperto d’arte) ed Emanuele Pecoraro (regista). Inoltre lo stesso cosceneggiatore Lorenzo De Luca appare nel ruolo del critico che disprezza Ferreri.

## Riconoscimenti
- 2018 - David di Donatello
  - Candidatura miglior documentario [3]